# Hurricane (Luke Combs)
Hurricane is de debuutsingle van de Amerikaanse countryzanger Luke Combs. Het nummer is afkomstig van de EP This One's for You uit 2016 en van het gelijknamige debuutalbum This One's for You uit 2017.
Het lied gaat over de voormalige vriendin van Combs, die hij onverwacht heeft ontmoet. Vervolgens vergelijkt hij haar met een orkaan.
Al vanaf juli 2015 is Hurricane te downloaden via iTunes, waarna het nummer op 3 oktober 2016 door Combs nieuwe platenlabels Columbia Nashville en River House Artists officieel naar de 'grote' radiostations wordt gestuurd. In de eerste week na heruitgave is het nummer al goed voor 15.000 exemplaren, en daarmee debuteerend op nummer 46 op de Billboard Hot Country Songs chart. Uiteindelijk wordt in deze lijst de derde plaats behaald. In Billboard's Country Airplay lijst bereikt het nummer de eerste plaats. Op 14 maart 2023 wordt Hurricane door de RIAA tot 8x platina verklaard.

## Hitlijsten en verkoop
| Land                      | Toppositie | Certificatie | Verkoop                    |
| ------------------------- | ---------- | ------------ | -------------------------- |
| Australië (ARIA)          | 79         | 5x Platina   | 350.000+                   |
| Canada (Music Canada)     | 62         | 6x Platina   | 480.000+ (april 2018)      |
| Verenigd Koninkrijk (BPI) | -          | Zilver       | 200.000+ (juli 2022)       |
| Verenigde Staten (RIAA)   | 31         | 9x Platina   | 9.000.000+ (augustus 2023) |